# 1968年夏季奥林匹克运动会中非共和国代表团
1968年夏季奥林匹克运动会中非共和国代表团是中非共和国派出的1968年夏季奥林匹克运动会代表团。

## 田径
男子5000米
- Gabriel Mboa